# Marcus Irgens
Marcus Frederik Irgens, född 29 oktober 1839 i Bergen, död 13 november 1876 på Ås, var en norsk agronom. Han var far till Johannes Irgens.
Irgens blev student vid Bergens katedralskola 1857 och inriktade sig efter examen philosophicum på mineralogi och geologi. Han var assistent vid Norges geologiske undersøkelse och företog, med stipendier från universitetet i Kristiania, under flera somrar geologiska studieresor i Bjørgvins stift tillsammans med sin vän och släkting Thorstein Hiortdahl. 
Efter att 1863–1865 ha studerat vid den högre lantbruksskolan på Ås, erhöll Irgens 1865 statsunderstöd för att under ett år vidareutbilda sig i lantbrukslära i utlandet med förpliktelse till, att när det senare förlängdes, låta sig anställas som lärare vid lantbruksskolan. Efter hemkomsten från denna utlandsvistelse, främst i Hohenheim och Skottland, anställdes han 1866 som lärare vid skolan på Ås i lantbrukslära, lantmäteri, nivellering och teckning, varvid han senare även fungerade som bibliotekarie vid skolan. Han blev korresponderande ledamot av Kaiserlich-königliche Geologische Reichsanstalt  i Wien 1865.